# (3542) Tanjiazhen
(3542) Tanjiazhen est un astéroïde de la ceinture principale.

## Description
(3542) Tanjiazhen est un astéroïde de la ceinture principale. Il fut découvert le 9 octobre 1964 à Nanking par l'observatoire de la Montagne Pourpre. Il présente une orbite caractérisée par un demi-grand axe de 3,17 UA, une excentricité de 0,09 et une inclinaison de 8,1° par rapport à l'écliptique.

## Compléments